# Tjelle-skredet
Tjelle-skredet er navnet på  et fjeldskred som fandt sted den 22. februar 1756.  Da styrtede 15 millioner kubikmeter 
sten ud fra Tjellafjellet, ved Tjelle i Nesset kommune, Møre og Romsdal fylke i Norge.  Dette er formentlig det største stenskred i Norge, og det siges at være et af Nord-Europas største stenskred hvad angår volumen, f.eks. sammenlignet med de 1 million kubikmeter som faldt ved den seneste skredulykke i Loen i 1936. Loen ligger i Stryn kommune i Sogn og Fjordane fylke.
Skredet ved Tjelle lavede tre bølger som nåede op til «50 skridt» over normal vandhøjde og som gik «200 skridt» indover land, hvor  de slog ind på den anden side af Langfjorden og videre ind i  Eresfjorden.  Ifølge Norges Geotekniske Institut registrerede man 25 km væk (på Veøy i Molde) at bølgen slog «20 skridt» højere end normalt.
32 menneskeliv (og en stor mængde fisk som blev slynget op på land) gik tabt.